# Ryota Doi
Ryota Doi (født 27. august 1987) er en japansk fodboldspiller.
Han har spillet for flere forskellige klubber i sin karriere, herunder Vissel Kobe, Thespa Kusatsu, Grulla Morioka og AC Nagano Parceiro.